# Micrurus circinalis
Micrurus circinalis (тринідадський кораловий аспід) — вид отруйних змій родини аспідових (Elapidae). Мешкає у Венесуелі та на Тринідаді і Тобаго.

## Поширення і екологія
Тринідадські коралові аспіди мешкають на північному сході Венесуели та на острові Тринідад. Вони живуть у вологих рівнинних і гірських тропічних лісах та у вологих саванах. Ведуть нічний спосіб життя. Живляться зміями та ящірками. Відкладають яйця, в кладці 2—6 яєць.